# ポイント不転換
ポイント不転換（ポイントふてんかん）は、鉄道の線路において、分岐器が何らかの障害により切り替わらない状態となることである。転換不良と呼ぶ場合もある。

## 概要
分岐器の凍結や、分岐器とレールの隙間に氷雪が詰まることがポイント不転換の主な要因とされる。またカメがポイントに挟まって不転換を起こす事例もある。対策としては、ヒーターによる凍結の防止や融雪ピットによる軌道下への排雪および圧縮空気式除雪装置による氷塊の除去など（詳細は「ポイント融雪器」参照）が挙げられる。

## 対策
ポイント不転換が発生すると列車が分岐器を通過できず、ダイヤの乱れにつながる。そのため、鉄道事業者は様々な対策を講じている。

### 除雪
JR北海道では、周囲に多数の機器があるポイント周辺では機械除雪ができないため、平常時から手作業での除雪が行われる。
大雪の際は、一度雪を除去しても次の列車が通過した際、再び雪や氷塊を運び、ポイント不転換が再発することがある。また、大雪の際には後述する装置による除去や融雪が間に合わないこともある。その場合には、ポイント横に係員が待機し、列車運行の合間に係員が手作業で除雪を繰り返す。

### 融雪
JR北海道ではレール自体にヒーターを設置しているが、ポイント部分にはさらなる対策が講じられている。
JR北海道は積もった雪をピットに落とし、ヒーターで融雪する「ポイント融雪ピット式」を独自に開発し、主要駅に導入している。導入には多額の費用と時間がかかることが課題である。また、ポイント部分の特に雪が詰まりやすい箇所には「ポイントパネルヒーター」を設置し、雪や氷塊を溶かしている。

### 除去
JR北海道では、レールとポイントの隙間にたまった雪や氷塊を圧縮した空気の力で吹き飛ばす「圧縮空気式ポイント除雪装置」を主要駅に導入している。

### ポイントの固定
一部ホームの使用を休止し、使用するポイントを減らすことで、除雪するポイントの数を減らす。列車の発着ホームは変更となるほか、この対応によって一部列車に運休が発生することもある。JR西日本近江塩津駅のように、この対応を実施した場合のみ使用される臨時ホームが用意されている駅もある。

### 計画運休
一部ホームの使用休止や、ポイントの除雪時間を十分に確保することを目的に一部列車を運休し、計画的に列車本数を減便させることがある。

### カメ対策
JR西日本と須磨海浜水族園が共同で研究した結果、カメが踏切から線路のレール間に入り込んで移動した末にポイントに挟まることが判明したことから、ポイント手前にU字溝を埋設することでここからカメを線路内から脱出させる技術を開発している。